# Ortósia (satélite)
Ortósia é um pequeno satélite natural do planeta Júpiter com apenas 2 km de diâmetro.